# Улица Архитектора Голосова
У́лица Архите́ктора Го́лосова — улица на юге Москвы в Даниловском районе Южного административного округа к улице Варвары Степановой.

## Происхождение названия
Улица получила название в марте 2016 года. Советские архитекторы братья Пантелеймон (1882—1945) и Илья (1883—1945) Голосовы работали в стиле конструктивизма. Одновременно 14 улиц в районе бывшей промышленной зоны завода имени Лихачева («ЗИЛ») названы именами известных художников и архитекторов XX века в связи с тем, что на этой территории планируется создать музей «Эрмитаж-Москва», где выставят коллекции современного искусства, а также откроют кукольный и драматический театры.

## Описание
Улица начинается от проспекта Лихачёва, проходит на юг, пересекает улицы Кандинского, Родченко, Татлина и Лентулова; выходит на улицу Варвары Степановой.

## Транспорт
- Ближайшая станция московского метро: «Тульская» (1,3 км). Станция «Автозаводская» расположена в 1,8 км от улицы.